# Катастрофа Boeing 377 в Тихом океане (1955)
Катастрофа Boeing 377 в Тихом океане — авиационная катастрофа, произошедшая в субботу 26 марта 1955 года в Тихом океане близ побережья Орегона. Самолёт Boeing 377-10-26 Stratocruiser авиакомпании Pan American World Airways (Pan Am) выполнял пассажирский рейс из Портленда (штат Орегон) в Гонолулу (Территория Гавайи), когда при полёте над океаном отделился один из двигателей. Экипаж попытался вернуться, но из-за невозможности продолжать полёт совершил аварийное приводнение на океан, при этом в процессе эвакуации погибли 4 человека.

## Самолёт
Boeing 377-10-26 Stratocruiser с заводским номером 15932 и серийным 27 был выпущен компанией Boeing Airplane Company свой первый полёт совершил 30 апреля 1949 года, а 18 мая поступил в авиакомпанию Pan American World Airways, где получил регистрационный номер N1032V и имя Clipper United States. Его четыре силовые установки состояли из поршневых двигателей Pratt & Whitney R-4360-B6, оборудованных воздушными винтами Hamilton Standart модель 24260 (лопасти — модель E2J1723-8W с никелированным покрытием). В общей сложности самолёт имел налёт около 13 655 часов.

## Экипаж
Экипаж имел следующий состав:
- Командир воздушного судна (КВС) — 49-летний Х. С. Джослин (англ. H. S. Joslyn), который в Pan American работал с 25 апреля 1940 года, а последнюю медицинскую комиссию комитета гражданской авиации проходил 21 января 1955 года. Его общий налёт составлял 17 872 часа 12 минут, в том числе 1588 часов 22 минуты на самолётах B-377 и 1725 часов полётов по приборам.
- Второй пилот — 34-летний Ангус Густавус Кендрик (англ. Angus Gustavus Kendrick), который в Pan American работал с 2 января 1943 года, а последнюю медицинскую комиссию комитета гражданской авиации проходил 30 октября 1954 года. Его общий налёт составлял 10 125 часов 22 минуты, в том числе 1293 часа 42 минуты на самолётах B-377.
- Бортинженер — 41-летний Дональд Рид Фаулер (англ. Donald Read Fowler), который в Pan American работал с 28 декабря 1938 года (в должности бортинженера — с апреля 1942 года[6]), последнюю медицинскую комиссию комитета гражданской авиации проходил 29 октября 1954 года, а последнюю проверку работы в аварийной ситуации — 2 ноября 1954 года. Его общий налёт на самолётах B-377 составлял 4530 часов.
- Бортинженер-стажёр — 29-летний Стюарт Бэчмен (англ. Stuart Bachman), который в Pan American работал с 18 мая 1952 года, последнюю медицинскую комиссию комитета гражданской авиации проходил 19 октября 1954 года, а последнюю проверку работы в аварийной ситуации — 28 февраля 1955 года. Его общий налёт на самолётах B-377 составлял 300 часов.
- Штурман — Н. Ф. Кервик (англ. N. F. Kerwick).
- Стюарды
  - Натали Б. Паркер (англ. Natalie B. Parker) — старшая стюардесса;
  - Элизабет М. Томпсон (англ. Elizabeth M. Thompson);
  - Дж. Д. Пеппин (англ. J. D. Peppin)

## История полёта

### Вылет из Портленда
В тот день борт N1032V выполнял обычный регулярный рейс 845/26 по маршруту Сиэтл—Портленд—Гонолулу—Сидней. В 08:15 с 13 пассажирами и 8 членами экипажа на борту авиалайнер вылетел из аэропорт Сиэтл—Такома (штат Вашингтон) и в 09:10 благополучно приземлился в аэропорту Портленда (штат Орегон). Здесь началась его подготовка к полёту в Гонолулу, также на борт сели дополнительно ещё два пассажира. Согласно плану, полёт должен был выполняться по ППП от Портленда через Ньюберг, затем Ньюпорт и далее через океан до Гонолулу; заданный эшелон — 10 000 футов (3000 м), расчётная продолжительность — 11 часов 3 минуты. Взлётный вес брутто составлял 139 494 фунта (63 273 кг) при максимальном допустимом 145 000 фунтов (66 000 кг), центровка также не выходила за установленные пределы. Погодные условия на маршруте были хорошие.
В 10:10 рейс 845 отъехал от перрона, а в 10:21 вылетел из Портлендского аэропорта. В 10:31 экипаж доложил прохождение Ньюберга на высоте 7000 футов (2100 м), примерно в 10:39 занял предписанный эшелон, а в 10:48 доложил прохождение Ньюпорта. Затем самолёт повернул на курс 221° и направился к Гонолулу.

### Отказ двигателя
Полёт проходил над океаном при визуальных погодных условиях, когда на 42-й минуте неожиданно возникла сильная вибрация, которая длилась 5—8 секунд, после чего двигатель № 3 (правый внутренний) вместе с воздушным винтом отделились. Сидевший в левом кресле командир сразу отключил автопилот и взял управление; самолёт тем временем начал вибрировать, резко покачиваясь вправо, а также опустил нос. В этот же момент экипаж на низких и высоких частотах дал сигнал бедствия, после чего Диспетчерский центр управления воздушным движением в Сиэтле дал разрешение возвращаться в Портленд. Скорость по приборам составляла 220 узлов (410 км/ч) и продолжала расти, поэтому командир убрал тягу, чтобы сохранить скорость. Пилот пытался поднять нос, но руль высоты словно был ещё под контролем автопилота, поэтому была предпринята попытка изменить угол наклона стабилизатора, но механизм регулирования не хотел двигаться. На экране радиолокатора самолёт при этом совершил разворот почти на 360°.
Высота снизилась до 5000 футов (1500 м), когда командир попросил второго пилота помочь, после чего они вдвоём сумели наконец поднять нос, но сделали это настолько быстро, что «Боинг» теперь перешёл в крутой подъём. Также авиалайнер резко повернул вправо почти на 180°, находясь на «грани вращения», как позже сказал командир, но пилоты сумел его выровнять, а также перевели в горизонтальное положение с помощью отклонения штурвалов «от себя», рулей и элеронов, а также выпуском закрылков. На приборной скорости 150 узлов (280 км/ч) и при выпущенных на 25° закрылках вибрация сразу уменьшилась, но машина продолжала снижаться. Бортинженер попытался увеличить режим двигателей, но те не реагировали. Тогда в 11:06 на высоте 500—1000 футов (150—300 м) с самолёта доложили, что приводнение неизбежно.

### Приводнение

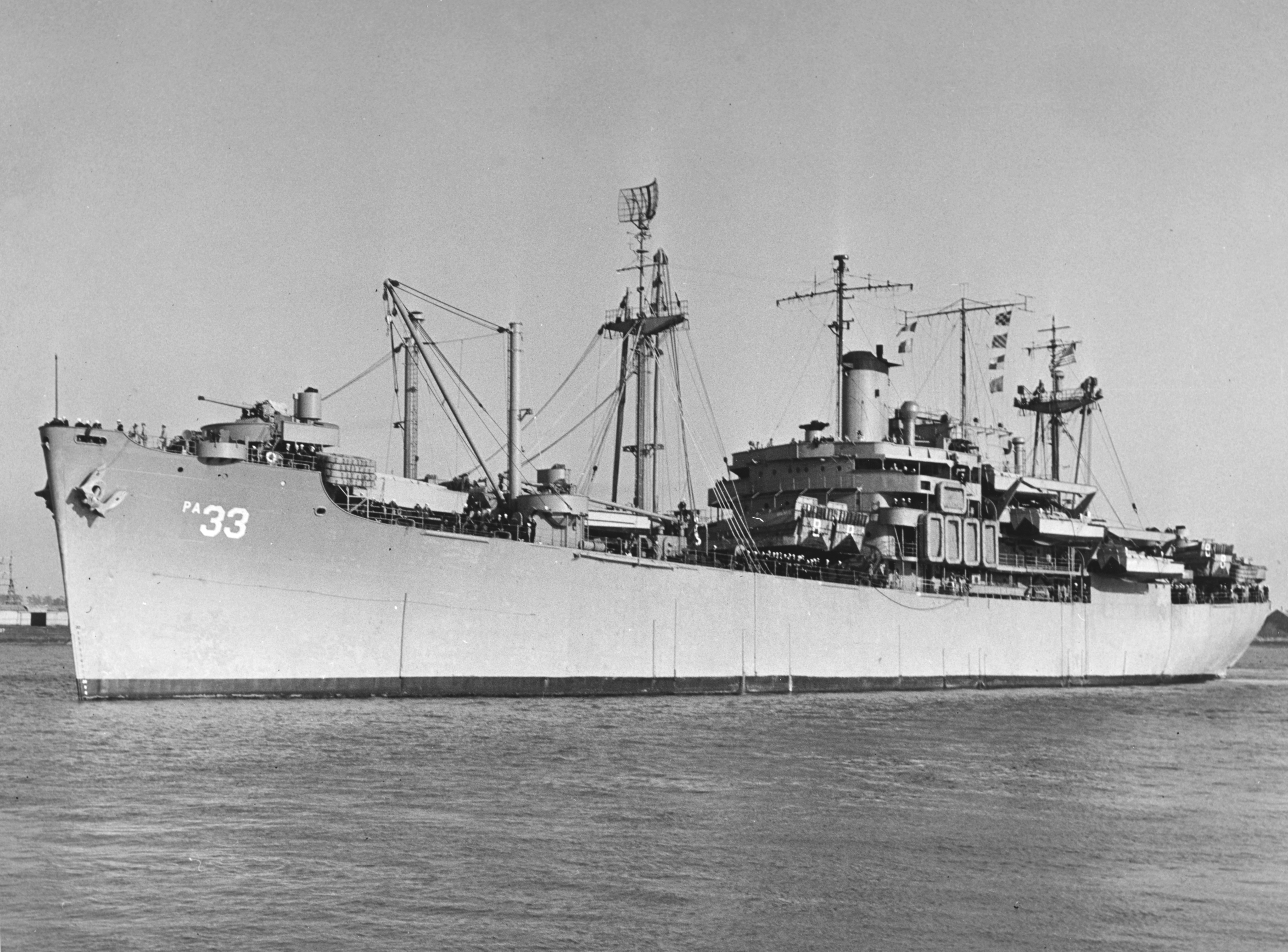
Транспортный корабль USS Bayfield

В сложившейся ситуации стюарды быстро подготовили салон, в том числе все пассажиры сидели на верхней палубе салона пристёгнутые ремнями безопасности и одетые в спасательные жилеты. В 11:12, 9 минут от начала аварийной ситуации, при почти идеальных морских условиях тяжёлая машина врезалась в воду, при этом от удара сорвало несколько сидений, некоторые спасательные плоты вылетели из бункеров, а у фюзеляжа оторвало хвостовую часть вместе с оперением. Сразу без задержки была начата эвакуация, в том числе все находившиеся на борту три 20-местных плота выкинули наружу и удерживали за стропы длиной 25 футов (7,6 м) возле выходов. Однако затем один из плотов пришлось отпустить, так как он мог быть порван острыми краями повреждённой обшивки, ещё один был освобождён членом экипажа, который затем поплыл к нему, чтобы исправить ситуацию, а стропы третьего развязались по неизвестной причине; лёгкий поверхностный ветер отнёс плоты от самолёта. При этом у двух плотов одной марки напечатанные инструкции были уже нечёткими и недостаточно полными, а оплетавший плоты нейлоновый шнур оказался невидим в воде, покрытой разлившимся авиационным топливом; у третьего плота, другой марки, инструкции были более чёткими, а плетённый тканевой ремешок по периметру гораздо заметнее.
Из самолёта люди выбирались через главный выход, а также через оба аварийных выхода на крыло. Те, кто умел плавать, забирались в плоты, но только экипаж проходил инструктаж по действиям в сложившейся ситуации, тогда как пассажиры никаких инструкций не имели; тем не менее, эвакуация проходила слаженно, хотя когда люди садились в центр плота, его края приподнимались, затрудняя подъём остальным. Всего на один плот забрались 2 человека (стюард и один пассажир), на другой — 5 человек (стажёр и 4 пассажира), а на третий — 13 человек (командир, штурман, две стюардессы и 9 пассажиров). Однако три человека (второй пилот Кендрик, бортинженер Фаулер и пассажир) плавать не умели и утонули на удалении не менее 100 футов (30 м) от плотов; ещё один пассажир позже умер на плоту от шока и страха; стюардесса Томпсон, несмотря на шоковое состояние, доплыла до единственного тяжело раненного пассажира и оттащила его на третий плот, который находился в 200 футах (60 м) от них.
Самолёт приводнился в точке 43°48′15″ с. ш. 125°12′40″ з. д. (примерно 35 миль (56 км) западнее побережья Орегона) и оставался на плаву примерно 20 минут, после чего затонул на глубине около 1,6 км. Через два часа с момента приводнения к месту происшествия прибыл транспортный корабль Bayfield из американского ВМФ, который шёл в Сиэтл, но, узнав о ситуации, сразу сменил курс. Все оставшиеся в живых 13 пассажиров и 6 членов экипажа были спасены.

## Расследование
Подготовка самолёта перед роковым рейсом отвечала государственным требованиям и требованиям компании, а до точки невозврата альтернативным пунктом был Портленд. Так как авиалайнер затонул на глубине более полутора километров, поднять его обломки на поверхность в то время было невозможно, а отдельные фрагменты, вынесенные океаном на берег, не имели значения для следователей.

### Предварительные версии
Согласно показаниям экипажа, во время полёта произошёл отказ в двигателе № 3, либо его воздушном винте, после чего вся установка отделилась с частью силового набора. Потеря двигателя с винтом могла быть вызвана (1) разрушением крепления двигателя, (2) внезапной остановкой или заклиниванием двигателя, либо (3) нарушением балансировки воздушного винта из-за отделения лопасти. Так как двигатель и винт лежали на дне океана, наглядно проверить эти версии было невозможно.
Версию с разрушением крепления двигателя следователи посчитали маловероятной, так как двигатель при отделении вырвал и своё крепление, а заодно и противопожарную систему, оставив после себя обрывки тросов и проводов. Что до версии о резкой остановки или заклинивании двигателя, то не было известно никаких случаев, когда двигатель при внезапной остановке отделялся от крыла. Таким образом оставался только вариант с нарушением балансировки винта, тем более что другие случаи, связанные с отделением лопастей при такой комбинации винта и двигателя, приводили к аналогичным результатам. Непосредственно на самолётах B-377 было известно пять случаев отделения силовой установки и один случай частичного отделения; в двух случаях воздушные винты удалось восстановить и убедиться, что причиной стало отделение лопасти; ещё в четырёх случаях винты не были восстановлены, но известно, что отказы происходили по той же причине.

### Проверка винтов
В течение всего срока службы этих воздушных винтов их фирма-производитель занималась развитием модификаций и внедрением более строгих процедур проверки и технического обслуживания с целью улучшить целостность лопастей. Применение никелированного покрытия должно было свести к минимуму образование зазубрин и вмятин при техническом обслуживании; все лопасти самолётов B-377 во флоте Pan American имели никелированное покрытие и обслуживались в соответствии с последними сервисными инструкциями от производителя. Сразу после катастрофы борта N1032V начались специальные проверки по определению целостности лопастей на рабочих самолётах, причём эти проверки включали в себя рентген, магнитно-порошковый метод и тщательный визуальный осмотр поверхности на участках, куда обычно раньше не заглядывали, в том числе под резиновыми обтекателями, так как на тот момент считали, что там не могут образовываться трещины. В результате этих проверок лопастей были найдены трещины и вмятины под подвязками, образовавшихся в процессе технологических операций после никелирования, а на одном из самолётов другой авиакомпании нашли треснувшую лопасть без никелевого покрытия, причём изучение трещины показало, что она образовалась из очага усталости и возникла из-за коррозии под резиновым обтекателем. Хотя до этой катастрофы не было известно случаев образования трещин на никелированных лопастях, проверки выявили три лопасти модели 2J17 с трещинами, вызванными коррозией, а ещё одно лезвие по той же причине разрушилось во время испытаний на усталость на заводе-изготовителе. Проверка с помощью рентгена обнаружила на одном из самолётов Pan American новую лопасть с трещиной, расположенной под резиновым обтекателем; трещина возникла в процессе производства, но осталась незамеченной. Коррозия, которая часто служит очагом усталостного разрушения, была найдена на 13,5 % (43 из 318) лопастей самолётов из Тихоокеанско-Аляскинского отделения авиакомпании. При этом на одном военном самолёте была найдена лопнувшая лопасть, на одном гражданском — треснувшая.
В Портленде самолёт прошёл обычное сервисное обслуживание, в ходе которого двумя механиками были осмотрены воздушные винты, колёса шасси, покрышки, управляющие плоскости, обтекатели двигателей и так далее. На воздушных винтах один механик осматривал изогнутую сторону каждого лезвия, а другой — плоскую сторону. Никаких недочётов обнаружено не было.

### Действия экипажа
Следователи не смогли определить, почему у экипажа возникли проблемы с управлением, в том числе командиру пришлось просить помощи у второго пилота. Есть вероятность, что когда двигатель оторвался и повредил крыло, в той зоне появился срыв потока, что вместе с несимметричностью тяги (на левой стороне два двигателя, на правой — один) привело к разворачивающему моменту вправо. Также отделившийся двигатель мог повредить конструкцию фюзеляжа и, особенно, хвостовое оперение, из-за чего не работал механизм изменения угла стабилизатора, а также осложнилось управление рулём высоты.
После отделения двигателя № 3 бортинженер Фаулер попытался увеличить число оборотов в остальных трёх, однако это ему не удалось, хотя нет никаких доказательств, что эти силовые установки были повреждены. На B-377 силовые установки имеют электрическое управление, причём система предусматривает как общее управление всех двигателей, так и индивидуальное. Защита цепей осуществляется с помощью 5-амперных плавких предохранителей, которые защищают отдельно каждую из четырёх систем, и двух 10-амперных быстродействующих магнитных выключателей, которые стоят в общей цепи всех четырёх систем, причём один автомат стоит в цепи питания на индивидуальное управление, а другой — в цепи управления сразу всеми двигателями. Возможно, когда двигатель отделился и порвал провода, в его системе управления возникло короткое замыкание, а когда бортинженер попытался управлять числом оборотов всех оставшихся двигателей разом, из-за замыкания сработал магнитный автомат, разорвав общую цепь, из-за чего число оборотов двигателей, а значит и показания тахометров, остались неизменными. Бортинженер восстановил автомат и снова безуспешно попытался увеличить режим, но самолёт уже был почти у самой воды.
Хотя в том же 1955 году Фаулер посещал два занятия, темой которых было управление оборотами воздушных винтов, как было установлено, ни на одном из этих курсов не рассматривалась ситуация, аналогичная возникшей с рейсом 845; фактически борт N1032V для обоих бортинженеров превратился в тренажёр. Согласно показаниям бортинженера-стажёра Бэчмена, который в момент начала аварийной ситуации сидел на откидном сидении, но затем уже стоял за Фаулером, оставшиеся двигатели работали бесперебойно. Стажёр предложил увеличить мощность только двигателя № 4 (крайний правый), чтобы снизить левый разворачивающий момент и облегчить пилотирование, но бортинженер сказал, что не может получить управление двигателями, тогда Бэчмен сам передвинул дроссель четвёртого двигателя; высота по приборам в тот момент составляла 600 футов (180 м). Далее бортинженер попытался восстановить автомат, но это не помогло; перед самым приводнением стажёр ушёл в салон. После этого происшествия, 20 апреля 1955 года было принято решение заменить 5-амперные плавкие вставки на 2-амперные, а 10-амперные магнитные автоматы — на 5-амперные тепловые, которые имеют увеличенное время срабатывания; ранее такое изменение уже было сделано на самолётах Douglas DC-6.
В компании Boeing выполнили расчёты и выяснили, что при весе самолёта 131 000 фунтов (59 000 кг) (ориентировочный вес в момент отделения двигателя) и при выпущенных на 25° закрылках B-377 мог продолжать горизонтальный полёт только при частоте вращения винтов 2700 мин−1, хотя эти расчёты не учитывали повреждение передней кромки крыла, из-за чего возросло аэродинамическое сопротивление. Также можно было снизить вес машины, сбросив 11 000 фунтов (5000 кг) топлива, так как при весе 120 000 фунтов (54 000 кг) лайнер сможет поддерживать горизонтальный полёт над морем при числе оборотов воздушных винтов 2040 мин−1, с которой в тот момент вращались все три оставшиеся. При скорости 165 узлов (306 км/ч) топливо бы сливалось с темпом 2160 фунтов (980 кг) в минуту, то есть процесс слива был бы 5 с небольшим минут, при этом аварийная ситуация от отделения двигателя и до приводнения заняла примерно 9 минут, то есть если бы экипаж уже в её начале начал сброс топлива, то мог значительно облегчить машину для безопасного возвращения при полёте на трёх двигателях. Однако фактически в первые минуты этой ситуации люди в кабине были заняты восстановлением контроля над управлением самолётом и потерей управления режимом двигателей; как позже заявил на слушаниях командир, после выравнивания самолёта у него оставалось мало времени перед приводнением, чтобы даже рассмотреть вариант сброса топлива.
6 декабря 1953 года аналогичный случай произошёл с бортом N90947, также авиакомпании Pan American, который выполнял рейс PA-1/05 Сан-Франциско—Гонолулу—Уэйк—Токио, когда на полпути между Гонолулу и Уэйком у него из-за разрушения лопасти и возникшего дисбаланса отделилась силовая установка № 1 (крайняя левая), но экипаж сумел сохранить контроль и, пролетев 340 миль (550 км), выполнил успешную посадку на атолле Джонстон.

## Причины
1. Авиакомпания, экипаж и самолёт имели необходимые сертификаты;
2. Рейс был грамотно спланирован и отправлен;
3. Взлётный вес и центровка не выходили за установленные пределы;
4. Погода не была фактором;
5. Самолёт и все его компоненты работали нормально, пока не отделилась лопасть воздушного винта № 3;
6. Возникший дисбаланс привёл к отделению силовой установки № 3;
7. Проблемы с управлением привели к быстрой потере высоты над водой;
8. Слив топлива не производился;
9. Число оборотов в остальных трёх двигателях не было увеличено из-за отсутствия специальной подготовки экипажа;
10. Данный самолет не был зарегистрирован в соответствии с Сервисным бюллетенем № 283, хотя данная информация была доступна компании;
11. Самолёт совершил контролируемое приводнение примерно в 35 милях от побережья Орегона;
12. Непосредственно в момент приводнения никто не погиб;
13. Три плота были спущены на воду без всякой задержки, но отпущены в свободный дрейф;
14. Самолёт оставался на плаву примерно 20 минут;
15. Четыре человека погибли в результате шока или утопления;
16. Поисково-спасательные службы были быстро оповещены и среагировали оперативно и эффективно.

Причинами катастрофы были названы потеря контроля и неспособность сохранять высоту после отказа воздушного винта  № 3, приведшего к отделению силовой установки № 3.

### Комментарии
1. ↑  Здесь и далее по умолчанию указано Тихоокеанское время (PST)